# Domodossola
Domodossola  är en kommun i provinsen Verbano-Cusio-Ossola, i regionen Piemonte i Italien. Kommunen hade 18 146 invånare (2018) och gränsar till kommunerna Beura-Cardezza, Bognanco, Crevoladossola, Masera, Montescheno, Trasquera, Trontano samt Villadossola.
Domodossola var en av leponternas viktigaste städer och hette då Oscela. Staden är också känd som Oscella, Oscella dei Leponzi, Ossolo, Ossola Lepontiorum, samt Domo d'Ossola. Staden ligger i dalgången Ossola.